# جوناثان كامبل
جوناثان كامبل (بالإنجليزية: Jonathan Campbell)‏ (27 يونيو 1993 بغرينزبورو في الولايات المتحدة - ) هو لاعب كرة قدم أمريكي في مركز الدفاع. شارك مع منتخب الولايات المتحدة لكرة القدم. أما مع النوادي، فقد لعب مع شيكاغو فاير وSeattle Sounders (1994–2008) ‏ وSalem City FC ‏ وSound FC (men) ‏.

## وصلات خارجية
- جوناثان كامبل على موقع الدوري الأمريكي (الإنجليزية)
- جوناثان كامبل على موقع قاعدة بيانات كرة القدم.إي يو (الإنجليزية)
- جوناثان كامبل على موقع Soccerbase.com (لاعب) (الإنجليزية)
- جوناثان كامبل على موقع Soccerway.com (الإنجليزية)
- جوناثان كامبل على موقع عالم كرة القدم.نت (الإنجليزية)